# Just Shapes & Beats
Just Shapes & Beats es un videojuego de ritmo de acción desarrollado y publicado por el equipo independiente canadiense Berzerk Studio. Se lanzó el 31 de mayo de 2018 para Windows y Nintendo Switch, el 24 de febrero de 2019 para macOS y Linux, el 10 de mayo de 2019 para PlayStation 4 en los EE. UU. Y el 30 de mayo de 2019 para PlayStation 4 en Europa, Rusia y Australia. En este juego, los jugadores mueven una forma colorida (Un cuadro cian, un círculo naranja, un pentágono verde y un triángulo amarillo) al ritmo de la música de fondo y esquivan formas rosadas.

## Jugabilidad
Hasta cuatro jugadores controlan un pequeño cuadrado cian, esquivando una variedad de ataques, como enormes rayos, colinas que rebotan, espirales en forma de serpiente y formas pulsantes. Estos peligros aparecen, se mueven y atacan al ritmo de la música, con dificultad para aumentar el progreso de los jugadores.
El ritmo se manifiesta visualmente en la pantalla como todo tipo de objetos, de diferentes patrones y tamaños, distinguibles por su color rosa, que deben ser esquivados hasta que finalice la pista. Ser golpeado por uno de estos ataques hace que el jugador pierda parte de su forma. Si la forma se rompe por completo, el juego se rebobina hasta el punto de control anterior. Tres pausas dentro de un solo nivel dan como resultado una pantalla de Juego terminado, con el texto que dice "It's Over" y el cuadrado cian desmenuzado en pedazos. Al tocar Enter (PC / Steam), A (Switch) o el botón Cross (PS4) varias veces, el cuadro se arregla solo y cambia el texto de la pantalla para que se lea "IT'S NOT OVER", permitiendo que el jugador continúe desde el comienzo del nivel.
Just Shapes & Beats ofrece múltiples modos que presentan variaciones en el juego básico, como el modo fiesta, Playlist y la carrera de desafío.

## Historia principal
La historia inicia presentandonos a un pequeño cuadro de color cyan (su nombre es Cyan) quien comienza recorriendo un circuito de obstáculos rosados que tiene que evitar a toda costa, cuya dificultad aumenta tras cada nivel, al completar los 4 consecutivos niveles, se presenta al villano principal de la historia, una esfera rosada con 2 orejas pequeñas en su cabeza, nombrada blixer o the boss, (considerado un gato oficialmente por el artista principal del juego) cuyos ataques fracasan y terminan dañandolo a sí mismo "supuestamente" acabandolo.
Los títulos iniciales comienzan, enseñandonos a un sol amigable, esperando con ansias que el árbol que da vida a todo ese mundo lanze al pequeño cubo por los aires presentandonos los títulos y agradecimientos del juego, de ahí se nos presenta otro personaje, un cuadro del mismo color ligeramente más grande que el protagonista, el cual se presenta como un amigo cercano para el protagonista, conocido como "big cube" o "friend" en los archivos del juego; tras un largo recorrido hasta una cueva, con un objeto rosa sobresaliendo del suelo, nos hacen creer que la aventura ha acabado, siendo ahí cuando ese bulto en el suelo se revela como el mismo villano, quien ahora sale de la cueva y comienza a devastar a ese mundo mientras el cubo cyan grande se lleva cargando al protagonista entre el caos, terminando la cinemática con el villano arrancando el árbol que da vida al mundo y destruyendolo.
En nuestro segundo intento por detenerlo este demuestra haberse vuelto más fuerte con los triángulos a su poder, construyéndose una fortaleza para el mismo y absorbiendo la energía suficiente para volverse aun más poderoso y peligroso, deshaciéndose de nosotros de inmediato y enviándonos lejos.
Al aterrizar en una isla pequeña sin ningún camino alrededor donde moverse, vemos a big cube alejándose mientras el camino se cubre de obstáculos, cuando aparece un icono de nivel al cual accedemos sin alternativa, (art of war) y tras completarlo se desbloquea un camino que nos permite avanzar hasta otra isla en donde tendremos que reconstruir a un barco de vela completando 3 niveles para desbloquear sus partes, al hacerlo este nos ayuda a recorrer el mar tóxico llegando hasta una cueva pacífica, hasta que blixer llega y contamina esta con uno de los triángulos, el cubo recorre esta hasta llegar al villano de esa colina, una flor corrompida, a la cual terminamos liberando y a su vez descontaminando el mar que se encuentra alrededor y a la cueva misma, viajando ahora a una industria, la cual usa uno de los triángulos corruptos para transformar a los habitantes en formas malvadas, siendo aquí en donde nos encontramos a un helicóptero reposando en el aire, completando nuevamente 3 niveles para despertarla y ganandonos su cariño para que acepte ayudarnos, durante el recorrido nos reencontramos con big cube, quien desafortunadamente fue la siguiente elegida para ser corrompida, y a pesar del intento del helicóptero de detener la garra que lo transportaba, inevitablemente nos tocara liberarlo de la corrupción.
Al liberarlo esta vuelve a la normalidad, retirándose la lágrima que tenía en uno de sus ojos y obteniendo un par de orejas (que ayudaran más adelante); al llegar a la última zona y activar las 3 palancas que permiten el acceso al "jefe final" el cubo a punto de entrar, se despide de big cube con un abrazo, del barco con una empapada de agua y del helicóptero con un saludo.
Al finalizar la pelea y llegar a la cima de la torre este libera al tercer triángulo...hasta que llega nuevamente el villano para mandar volando al protagonista e incrustarse el triángulo en su cabeza, transformándolo en una monstruosidad.
La pelea concluye inevitablemente con el protagonista siendo destruido, no antes de volver a regenerarse hasta verse interrumpido por el mismo villano quien lo aplasta una vez más con toda su fuerza, imposibilitando su regeneración, sus amigos, al ver que ya no tiene otra oportunidad, lloran y se quedan alejados del cadáver mientras the big cube recoge sus restos y llora igualmente, oscureciendo la pantalla poco a poco, hasta que las orejas de big cube se iluminan un par de veces, al percatarse de estos los usa como desfibriladores para revivir al cubo con inmortalidad y la capacidad de atacar a blixer hasta perecer.
Al vencerlo, este no tiene de otra que liberar el tercer triángulo y restaurar todo a la normalidad.
Para los créditos, se introduce nuevamente a blixer, ahora sin intenciones malignas y formando parte de los créditos finales junto a todos los personajes.

## Capítulo perdido
Contenido descargable gratuito lanzado el 15 de julio de 2021, la historia transcurre como un intermedio entre después del tutorial y antes del inicio de los créditos iniciales del juego, ocurriendo en una cueva de arañas, teniendo cautivo a 2 triángulos y a big cube, tras unos niveles una de las plataformas por las que viajabamos cae directamente hacia el icono del villano principal, liberandolo y dando inicio a su escape, tras huir de él, la araña termina ayudando liberando unas telarañas que cubren unas rocas, bloqueandole el paso y dejando al descubierto uno de sus brazos, de ahí al liberar al tercer triángulo de la cueva y unir a los 3 triángulos, un portal se abre, absorbiendo primero a la araña, corrompiendola sin explicación en el proceso, absorbiendonos a nosotros después de eso, enfrentandonos a la araña corrupta con el tema de fondo: Spider Dance (Shirobon Remix), al sobrevivir, el hoyo termina reiniciando al mundo y dando inicio a los créditos iniciales del juego.

## Desarrollo
La primera demostración del juego se reveló en PAX 2016 y se suponía que se lanzaría ese verano. Durante el evento, la fecha de lanzamiento se retrasó desde finales de 2016 hasta principios de 2017. El juego finalmente se retrasó nuevamente, con una fecha de lanzamiento del verano 2018. El 20 de marzo de 2018 se anunció que el juego también recibiría un lanzamiento el Nintendo Switch.

## Niveles

### Tutorial
- Corrupted: es el primer nivel de historia de Just Shapes & Beats , así como el primer nivel de todo el juego. Corrupted no está precedido por ningún nivel, y es sucedido por Chronos . Este nivel es un nivel tutorial; presenta a los nuevos jugadores cómo funciona el juego y les permite prepararse para niveles más difíciles más adelante.El nivel solo se puede jugar si el jugador comienza un nuevo juego en el modo Historia o en Selección de capítulo: una vez que el jugador completa el nivel, no se puede volver a jugar en la lista de reproducción o en los modos de desafío.

- Chronos: es el segundo nivel de Just Shapes & Beats . Chronos tiene 5 puntos de control, está precedido por Corrupted y es seguido por Milky Ways . Es el primer nivel "real" en el juego, y el anterior es una especie de tutorial.

- Milky Ways: es el tercer nivel de Just Shapes & Beats . Milky Ways tiene dos puntos de control, es precedido por Chronos y seguido por Logic Gatekeeper.
- Logic Gatekeeper: es el cuarto nivel de Just Shapes And Beats . Logic Gatekeeper tiene 3 puntos de control, está precedido por Milky Ways y es seguido por Long Live The New Fresh, el primer nivel de jefe.

En comparación con los tres niveles anteriores , Logic Gatekeeper es un nivel corto y algo aleatorio con poca o ninguna cohesión entre los tipos de obstáculos visibles.
- Long Live The New Fresh: es el quinto nivel de Just Shapes & Beats . Es la primera batalla del jefe del juego, que es el primer encuentro contra el antagonista principal bien nombrado, el Jefe . Se puede jugar completando los primeros tres niveles durante las etapas iniciales del juego en el modo Historia .

Cuando el nivel se completa por primera vez en el modo Historia, desbloquearán el logro "It's Over"

### Paradise
- New Game: es el sexto nivel de Just Shapes & Beats . Es la segunda batalla del jefe del juego, e inmediatamente sigue al nivel del jefe anterior, Long Live The New Fresh . Es el segundo encuentro con el antagonista principal.

Al completar el primer nivel, desbloquearán el logro "Okay maybe it wasn't over"

### Island
- The Art of War: es el séptimo nivel de Just Shapes & Beats . Es el primer nivel en la isla.

- Termination Shock: es el octavo nivel de Just Shapes & Beats.

- Sevcon: es el noveno nivel de Just Shapes & Beats.

- Cascade: es el décimo nivel de Just Shapes & Beats.

- Barracuda: es el undécimo nivel de Just Shapes & Beats y el nivel de jefe del mundo de la isla. Es un encuentro con un jefe triangular que aparece de la nada y lucha contra el jugador, y actúa como el tercer nivel de jefe del juego. Es jugable después de reparar el bote (completando Termination Shock , Sevcon y Cascade ) y navegando con él.

Superar este nivel es necesario para avanzar en la cueva del Volcán Corrupto . Después de superar el nivel, desbloquearán el logro "Snakes, it had to be snakes"

### Volcano
- Dubwoofer Substep: es el duodécimo nivel de Just Shapes & Beats .

- Cheat Codes: es el decimotercer nivel de Just Shapes & Beats , precedido por Dubwoofer Substep y seguido por Clash

- Clash: es el decimocuarto nivel de Just Shapes & Beats . Es el nivel final antes de la próxima batalla del jefe del juego, Lycanthropy.

- Lycanthropy: es el decimoquinto nivel de Just Shapes & Beats . Es la cuarta batalla del jefe del juego y el último nivel del mundo Volcano.

El logro "Flower Power" se desbloquea después de completar el nivel por primera vez.

### Industry
- Cool Friends:  es el decimosexto nivel de Just Shapes & Beats. Este nivel de temática industrial es el primer nivel que tiene lugar después de Volcano, que es Industria.

- The Lunar Whale: es el decimoséptimo nivel de Just Shapes & Beats.

- Spectra: es el decimoctavo nivel de Just Shapes & Beats.

- Unlocked: es el decimonoveno nivel de Just Shapes & Beats. Cuenta con un tema único que no sea el resto de los niveles.

- Close To Me: es el vigésimo nivel de Just Shapes & Beats. Es la quinta batalla del jefe del juego y el último nivel en el mundo de la industria . Cerca de mí está precedido por Desbloqueado y seguido por Into The Zone. Este nivel se puede jugar en el modo Historia después de completar The Lunar Whale , Spectra y Unlocked en cualquier orden. Es un encuentro de jefes contra Big Cube (Sad Boi), que se está volviendo contra el jugador.

El logro "It's trying to say something" se desbloqueará después de completar el nivel una vez. Este logro solo se puede obtener en el modo Historia.

### Tower
- Into the Zone: es el vigésimo primer nivel de Just Shapes & Beats y uno de los últimos niveles normales en el modo Historia .

- Vindicate Me: es el vigésimo segundo nivel de Just Shapes & Beats . Es uno de los niveles en la Torre y es necesario completarlo para proceder al Final Boss.

- Try This: es el vigésimo tercer nivel de Just Shapes & Beats y uno de los últimos niveles normales en el modo Historia. Va con el estilo musical de James Bond.

- Final Boss: es el vigésimo cuarto nivel de Just Shapes & Beats . Es la sexta batalla del jefe del juego. Se desbloquea completando los tres niveles anteriores en cualquier orden.

El Logro "It's Over, for real" después de completar el nivel por primera vez.

### Sky
- Annihilate (Original Mix): es el vigésimo quinto nivel de Just Shapes & Beats. Es la séptima batalla del jefe del juego y el penúltimo nivel del Modo Historia del juego .

- Till it's Over: es el vigésimo sexto nivel de Just Shapes & Beats y la batalla final del jefe del juego. Precedido por Annihilate (Original Mix) , este nivel es el nivel final del Modo Historia del juego y el nivel que concluye toda la historia de Just Shapes & Beats.

El logro "It's Over, for real, really" después de completarlo por primera vez, así como otras bonificaciones.

### Extras
- Legacy: es el nivel 27 de Just Shapes And Beats. Es el primer nivel extra del juego. El nivel es notable por ser lento en un juego que de otro modo está lleno de niveles rápidos. La mayoría de los proyectiles en el nivel son bolas de espiga que avanzan lentamente hacia la izquierda, Se desbloquea en la lista de reproducción obteniendo 1000 beatspoints en el modo Desafío.
- Wicked: es el segundo nivel extra de Just Shapes & Beats y el vigésimo octavo en general, Esta etapa se basa principalmente en pistas de baile cuadradas, proyectiles y paredes. Se desbloquea en la lista de reproducción obteniendo 2000 beatspoints en total durante las carreras de desafío.
- First Crush: es el tercer nivel adicional de Just Shapes And Beats y el vigésimo noveno nivel en general. Este nivel es similar a Cascade, ya que el nivel se compone principalmente de pistas de secuenciación, excepto que las pistas están hechas de círculos en lugar de cuadrados. Se desbloquea en la lista de reproducción rescatando a 50 jugadores en total durante en modo Challenge.
- Yokuman Stage: es el cuarto nivel extra y el trigésimo nivel general en Just Shapes & Beats. Yokuman Stage usa peligros en su mayoría comunes, como puntas redondas y pequeños proyectiles, y usa en gran medida los proyectiles y láseres en la segunda fase. También utiliza el raro peligro de pared de punta redonda, aunque solo es dos veces en todo el nivel. Se desbloquea en la lista de reproducción rescatando a 250 jugadores en modo Challenge.
- Paper Dolls: es el quinto nivel adicional de Just Shapes & Beats y el trigésimo primer nivel en general. Este nivel adicional se compone de "bloques de tirachinas" que son similares a los "pilares de tirachinas" de Termination Shock. Son cuadrados rosados que aparecen uno por uno en una columna, luego se deslizan hacia los jugadores juntos. También presenta bolas de espiga gigantescas que son versiones ampliadas de las pequeñas bolas de espiga que se han utilizado en algunos otros niveles, que también se incluyen en este nivel. Se desbloquea en la lista de reproducción al completar 10 desafíos.
- Commando Steve: es el sexto nivel extra de Just Shapes & Beats y el trigésimo segundo nivel general. Commando Steve es el sexto nivel adicional que se desbloquea al completar desafíos, y el nivel anterior, Paper Dolls, se desbloquea al completar diez desafíos. El nivel es notable por estar compuesto por muchas puntas redondeadas de diferentes tamaños, algunas de las cuales actúan como meteoritos, dejando un rastro de puntas redondeadas más pequeñas. Se desbloquea en la lista de reproducción completando 50 desafíos en el juego.
- Houston: es el séptimo nivel adicional de Just Shapes And Beats y el trigésimo tercer nivel en general. Este nivel consta de los peligros más comunes en el juego: púas redondas, paredes y agujeros negros. Las puntas redondas y las paredes se hacen gradualmente más grandes a medida que avanza el nivel. Los muros fronterizos se cierran cada vez que suena la melodía, comenzando desde la segunda vez y hacia adelante, dejando poco espacio para que el jugador se mueva La canción en sí es notable por repetir la misma melodía una y otra vez, durante toda la duración del nivel. Se desbloquea en la lista de reproducción al completar 100 desafíos.
- HYPE: es el octavo nivel adicional de Just Shapes & Beats y el trigésimo cuarto nivel general. Se desbloquea en la lista de reproducción obteniendo 1000 beatpoints en total.
- Tokyo Skies: es el noveno nivel extra de Just Shapes & Beats y el trigésimo quinto nivel en general. Se desbloquea en la lista de reproducción obteniendo 2000 Beatpoints en total.
- Dance of the Incognizant: es el décimo nivel extra de Just Shapes & Beats y el trigésimo sexto nivel en general. Es uno de los cinco niveles introducidos en la Actualización 1.1 . Se desbloquea en la lista de reproducción al obtener 3500 Beatpoints.
- Fox: es el undécimo nivel adicional de Just Shapes & Beats y el trigésimo séptimo nivel general. Es uno de los cinco niveles introducidos en la Actualización 1.1 . Se desbloquea en la lista de reproducción al obtener 5000 Beatpoints.
- Core: es el duodécimo nivel adicional de Just Shapes & Beats y el trigésimo octavo nivel general. Es uno de los cinco niveles introducidos en la Actualización 1.1 . Se desbloquea en la lista de reproducción obteniendo 7500 Beatpoints.
- Crystal Tokyo: es el decimotercer nivel adicional de Just Shapes & Beats y el trigésimo noveno nivel en general. Es uno de los cinco niveles introducidos en la Actualización 1.1 . Se desbloquea en la lista de reproducción obteniendo 10000 Beatpoints.
- On The Run: es el decimocuarto nivel adicional de Just Shapes & Beats y el cuadragésimo nivel general. Es uno de los cinco niveles introducidos en la Actualización 1.1 . Se desbloquea en la lista de reproducción obteniendo 12500 Beatpoints.
- Mortal Kombat: es el decimoquinto nivel adicional de Just Shapes & Beats y el cuadragésimo primer nivel en general, siendo el último nivel presentado en el juego. Se desbloquea en la lista de reproducción obteniendo 15000 Beatpoints. Podría decirse que algunos lo consideran el nivel más difícil del juego.

### Shovel Knight
- Strike The Earth!: es el decimosexto nivel extra de Just Shapes & Beats y el cuadragésimo segundo nivel general. Se desbloquea en la lista de reproducción al obtener 1200 Beatpoints. Es uno de los cuatro niveles introducidos en la Actualización 1.3.
- Flowers of Antimony: es el decimoséptimo nivel adicional de Just Shapes & Beats y el cuadragésimo tercer nivel en general. Se desbloquea en la lista de reproducción obteniendo 1400 Beatpoints. Es uno de los cuatro niveles introducidos en la Actualización 1.3.
- La Danse Macabre: es el decimoctavo nivel extra de Just Shapes & Beats y el cuadragésimo cuarto nivel general. Se desbloquea en la lista de reproducción obteniendo 1600 Beatpoints. Es uno de los cuatro niveles introducidos en la Actualización 1.3.
- In The Halls of the Usurper: es el decimonoveno nivel extra de Just Shapes & Beats y el cuadragésimo quinto nivel en general, siendo el último nivel presentado en el juego. Se desbloquea en la lista de reproducción obteniendo 1800 Beatpoints. Es uno de los cuatro niveles introducidos en la Actualización 1.3.
- Creatures Ov Desception: es el duodécimo nivel extra de Just Shapes & Beats y el cuadragésimo sexto nivel en general,fue agregado al juego en la versión 1.4 terminando así con los niveles de colaboración. Sus ritmos pegajosos solo se igualan con su dificultad alocada,ya que en las partes finales habrá un patrón inexistente para evitar los ataques rosados

## Modo Hardcore
El modo Hardcore es una característica de Just Shapes & Beats. Este modo hace que los niveles tengan un aumento en la dificultad, creando un desafío más difícil para los jugadores más experimentados. Fue introducido en la Actualización 1.2, y es el punto culminante principal de la actualización.
A diferencia del Modo Casual, no disminuye la salud de los jugadores. Por el contrario, el modo Hardcore agrega más peligros al nivel actual y cambia el tamaño de algunos peligros existentes para hacer las cosas más difíciles. A esto se accede desde la selección de dificultad en el modo Desafío y en el modo de lista de reproducción, y está representado por una planta de jefe malvado con texto rosa durante la secuencia del título del nivel, a diferencia de la planta amiga del modo Casual y el texto azul. Sin embargo, el modo no está completo cuando se trata de recompensas. La cantidad de beatpoints para completar una carrera de desafío hardcore se duplica.
El modo Hardcore podría actuar como una extensión para los jugadores que han terminado el modo historia o el juego en general.

## Just Shovels & Knights
Just Shovels & Knights es una próxima actualización que se reveló el 31 de mayo de 2019, en el primer aniversario de Just Shapes & Beats en el video 'Indie World' de Nintendo. Esta actualización trae nuevas pistas del videojuego Shovel Knight y un nuevo nivel de jefe.
Esta actualización fue revelada durante la presentación japonesa de Indie World de Nintendo. De acuerdo con lo que se exhibió, podrás ir a las canciones de la aventura de desplazamiento lateral de Shovel Knight, incluidas las canciones temáticas de King Knight y Plague Knight. La música de Shovel Knight fue originalmente manejada por el talentoso compositor estadounidense, Jake Kaufman.
Berzerk Studio anunció canciones de Shovel Knight para el 4 de diciembre. Cuatro nuevos remixes exclusivos serán incluidos basados en Plague Knight, Specter Knight, King Knight y Shovel Knight.
Soporte amiibo en Nintendo Switch. ¡Escanea tus amiibos de Shovel Knight para desbloquear los nuevos niveles y escanea hasta 5 amiibos por día para obtener beatspoints gratis!

## Recepción
En el agregador de reseñas Metacritic , Just Shapes & Beats ha recibido 83/100, lo que indica "revisiones generalmente favorables".

### Reconocimientos[8]
- PAX Prime, 2014
  - Indie Megabooth Alumni
- PAX East, 2015
  - Indie Megabooth Alumni
  - SideQuesting Team Choice Award
  - Destructoid Best of PAX
- Golden Joystick Awards, 2018[9][10]
  - Best Audio Design
  - Best Indie Game
- Independent Games Festival Awards[11], 2018
  - Excellence in Visual Art